# المقطوعة الحالمة رقم 62 (شوبان)

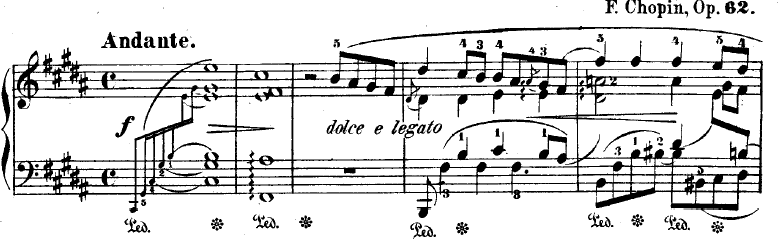
مدونة النغمات الافتتاحية للمقطوعة الحالمة.

تم نشر المقطوعتين الحالمتين رقم 62 سنة 1846، وهما من تأليف فريدريك شوبان، مهداة لآر دي كونيريتز.

## المقطوعتان

### المقطوعة الحالمة بي الرئيسية، العمل 62، رقم 1
أُطلق على المقطوعة الحالمة (العمل 62 رقم 1) في العالم الأنجلو ساكسوني بالزهرة الدفيئة الغريبة، أو "زهرة مسك الروم الدرني". فسر جيمس هونيكر السبب: «النغمة الرئيسية ساحرة، سحر فاكهي، مع عطر غني خافت».

### المقطوعة الحالمة إي الرئيسية، العمل 62، رقم 2
بعد قراءة جيمس هونيكر ما قاله فريدريك نيكس عن هذه المقطوعة، علق باستياء: «ما يجعل هذه المقطوعة مختلفة هو لكونها ِنفعالية وليست عاطفية، إلا إذا تم تشويهها كما يريد منا نيكس تصورها».